# Diócesis de Lishui
La diócesis de Lishui (en latín: Dioecesis Liscioeivensis y en chino: 天主教丽水教区) es una circunscripción eclesiástica de la Iglesia católica en China. Se trata de una diócesis latina, sufragánea de la arquidiócesis de Hangzhou. Desde el 31 de octubre de 1983 es sede vacante, incluso para la Asociación Patriótica Católica China, que la administra por medio de las diócesis patrióticas de Hangzhou y de Wenzhou.

## Territorio y organización
La diócesis tiene 23 484 km² y extiende su jurisdicción sobre los fieles católicos de rito latino residentes en parte de la provincia de Zhejiang.
La sede de la diócesis se encuentra en la ciudad de Lishui, en donde se halla la Catedral del Sagrado Corazón de Jesús.
En 1950 en la diócesis existían 8 parroquias.

## Historia
La prefectura apostólica de Chuzhou fue erigida el 2 de julio de 1931 con el breve Ut ea praestemus del papa Pío XI, obteniendo el territorio del vicariato apostólico de Ningbo (hoy diócesis de Ningbo). La evangelización del territorio fue confiada a los misioneros canadienses de la Sociedad de Misiones Extranjeras de Scarboro.
El 18 de mayo de 1937 tomó el nombre de prefectura apostólica de Lishui en virtud del decreto Cum non ita de la Congregación de Propaganda Fide.
El 13 de mayo de 1948 la prefectura apostólica fue elevada a diócesis con la bula Apostolicam in Sinis del papa Pío XII.
En 1949 el Partido Comunista de China capturó Zhejiang, se impuso en la guerra civil y proclamó la República Popular China el 1 de octubre de 1949. El 4 de septiembre de 1951 China comunista expulsó al nuncio apostólico Antonio Riberi y la Santa Sede continuó reconociendo a la República de China en Taiwán como el legítimo gobierno chino. Todos los misioneros extranjeros fueron expulsados de China comunista en 1952, y los sacerdotes chinos locales debieron continuar administrando los asuntos de la diócesis.
La Asociación Patriótica Católica China fue creada con el apoyo de la Oficina de Asuntos Religiosos de la República Popular de China en 1957, con el objetivo de controlar las actividades de los católicos en China. Su nombre público es Iglesia católica china y es referida como la "Iglesia oficial" en contraposición a la "Iglesia subterránea" o "Iglesia clandestina" leal a la Santa Sede.
En el período de 1966 a 1976 la Revolución Cultural se ensañó especialmente contra la religión, destruyéndose numerosas iglesias y cesaron todas las actividades religiosas en la diócesis.
Desde fecha desconocida la diócesis de Lishui está administrada por las diócesis patrióticas de Hangzhou y de Wenzhou (la diócesis de Yongjia renombrada). El 29 de diciembre de 2017, Lu Danhua, el único sacerdote de la diócesis de Lishui, fue detenido por las autoridades y no se volvió a saber de él.
El 22 de septiembre de 2018 se firmó en Pekín el Acuerdo provisional entre la Santa Sede y la República Popular de China sobre el nombramiento de los obispos. El 22 de octubre de 2020 el acuerdo fue prorrogado por otros dos años y en octubre de 2022 por otros dos años más.
Debido a la situación particular de la Iglesia católica en China, la Santa Sede no nombra obispos para las diócesis chinas, que son sedes oficialmente vacantes incluso en presencia de obispos reconocidos por Roma.

## Estadísticas
Según el Anuario Pontificio 2002 la diócesis tenía a fines de 1950 un total de 4286 fieles bautizados.
| Año                                                                             | Población            | Población | Población      | Sacerdotes | Sacerdotes    | Sacerdotes    | Bautizados por sacerdote | Diáconos permanentes | Religiosos | Religiosos | Parroquias |
| Año                                                                             | Bautizados católicos | Total     | % de católicos | Total      | Clero secular | Clero regular | Bautizados por sacerdote | Diáconos permanentes | Varones    | Mujeres    | Parroquias |
| ------------------------------------------------------------------------------- | -------------------- | --------- | -------------- | ---------- | ------------- | ------------- | ------------------------ | -------------------- | ---------- | ---------- | ---------- |
| 1950                                                                            | 4286                 | 3 309 300 | 0.1            | 13         | 5             | 8             | 329                      |                      |            | 9          | 8          |
| Fuente: Catholic-Hierarchy, que a su vez toma los datos del Anuario Pontificio. |                      |           |                |            |               |               |                          |                      |            |            |            |

## Episcopologio
- William Cecil MacGrath, S.F.M. † (4 de marzo de 1932-1941 renunció)
- Kenneth Roderick Turner, S.F.M. † (13 de mayo de 1948-31 de octubre de 1983 falleció)
  - Sede vacante